# South Crofty Mine
Die South Crofty Mine ist ein Zinn- und Kupfer-Bergwerk in Pool, Cornwall zwischen Camborne und Redruth. Es umfasst fast zweieinhalb Meilen Grubenbaue in bis zu 910 m Teufe. Es wurden über 40 Gänge ausgebeutet. Nach über 400 Betriebsjahren wurde es im Mai 1998 wegen Unrentabilität geschlossen. Seit 2012 finden Untersuchungen für eine mögliche Wiederaufnahme der Förderung statt. Im Jahr 2020 fanden Probebohrungen statt.

## Geschichte
Die South Crofty Mine ist ein altes Zinnbergwerk. Mehrere Jahrhunderte wurde im flacheren Bereich Kupfer anstatt der tiefer liegenden Zinn-Mineralisierung abgebaut. Es gibt Belege für Bergbau anstatt von Tagebau für das Jahr 1592 und bis zur Mitte des 17. Jahrhunderts war der Bergbau gut etabliert. Während dieser Zeit wurde ein Teil des Bergwerks, das heute als South Crofty bekannt ist, Penhellick Vean gennt. Zu den ersten wirklich wichtigen Entwicklungen kam es im Jahre 1710, als Francis Bassett einen Mietvertrag für Penhellick Vean erhielt und mit dem Bau eines Wasserlösungsstollens begonnen wurde. Im Laufe der nächsten zwanzig Jahre produzierte das flache Bergwerk, das weniger als 40 Meter oder 130 Fuß tief war, Kupfer von großem Wert und brachte der Familie Bassett ein Vermögen ein. Nach Eröffnung der zahlreichen Kupferbergwerke in Anglesey in der Zeit zwischen 1770 und 1780 schlossen die meisten der Bergwerke in South Crofty.

### 19. Jahrhundert
Nach 1822 wurde das Kupfererz in einem neuen Bergwerk, East Wheal Crofty, in der Gegend abgebaut, die 1833 Penhellick Vean einschloss. Die Abbautiefe lag jetzt bei 80 Metern (260 Fuß) oder mehr, und in den 1830er Jahren wurden erhebliche Investitionen zur Verbesserung des Bergwerkes einschließlich einer Bahnverbindung vorgenommen, so dass 1842 East Wheal Crofty als Musterbergwerk galt. Dieser Zustand hielt jedoch nicht an, und 1863 stand ein Teil des Grundstücks zum Verkauf. Der Rest des Bergwerkes, jetzt mindestens 210 Meter (690 Fuß) tief, wurde in South Wheal Crofty umbenannt, was – bis auf die Streichung von „Wheal“ – der Name bis in die heutige Zeit ist.
Das Bergwerk sah sich nun weitreichenden Veränderungen ausgesetzt. In den 1860er Jahren war South Wheal Crofty noch fast ausschließlich ein Kupferbergwerk, aber nachdem im Jahr 1873 erheblich Investitionen in neue Maschinen vorgenommen worden waren, war das Bergwerk – zumindest finanziell – abhängig von Zinn. Kupfer blieb bis 1880 signifikant, als die flachen Reserven erschöpft waren. Das Bergwerk wurde nun in 260 Faden (1.600 ft, 480 m) Teufe betrieben, wo nur Zinn gefunden wurde. Der Zusammenbruch des Zinnpreises betraf sowohl South Wheal Crofty direkt durch Mindereinnahmen als auch indirekt über erhöhte Wasserhaltungskosten, weil die benachbarten Bergwerke stillgelegt worden waren. Im Februar 1896 wurde der Abbau gestundet und das Bergwerk geflutet.
Im Jahre 1899 wurden weitere finanzielle Mittel aufgebracht worden und South Crofty allmählich wiedereröffnet, und das benachbarte New-Cooks-Kitchen-Bergwerk dazugekauft. Es wurde Verbesserungen am Bergwerk vorgenommen und der Robinsonschacht im Jahr 1903 weiterverteuft. Das Bergwerk erreichte wieder die Gewinnzone und im Jahr 1906 begann mit der Gründung der South Crofty Limited eine neue Ära.

### 20. Jahrhundert
Bis 1908 hatte der Robinson-Schacht eine Teufe von 375 m erreicht, und die Arbeiten an einem zweiten neuen Schacht in New Cooks Kitchen hatten begonnen. Zunehmend wurden Gesteinsbohrer eingesetzt, und bis 1910 wurden in der Mine jährlich 60.000 Tonnen Erz gewinnbringend gefördert. Bis 1914 wurde die Teufe von 570 m erreicht.
In den nächsten 70 Jahren wurde South Crofty weiter modernisiert und erweitert. Als nahegelegene Minen geschlossen wurden, wurden sie von South Crofty erworben, um die Erzreserven in der Tiefe zu ergänzen. Die größte davon war die 1936 angekaufte Dolcoath-Mine. Das Erzausbringen, das seit 1906 75.000 Tonnen pro Jahr nicht überschritten hatte, wurde 1959 nach Verbesserungen sowohl in der Mine als auch in der Aufbereitung auf 92.000 Tonnen erhöht. Die Produktion überstieg 1968 erstmals 100.000 Tonnen.
1967 wurde South Crofty Ltd. eine hundertprozentige Tochtergesellschaft von Siamese Tin Syndicate Ltd. Dieser Eigentümerwechsel war 1969 der Beginn eines 1-Million-Pfund-Programms zur Erhöhung der Förderkapazität und zur Modernisierung der Aufbereitung. Bis 1975 verarbeitete die Aufbereitung mehr als 200.000 Tonnen Erz zu rund 1500 Tonnen Zinnkonzentrat.
Mitte 1982 wurde das Unternehmen von Charter Consolidated übernommen, das anschließend 40 % seiner Anteile an Rio Tinto Zinc veräußerte. Diese Beteiligungen wurden an eine neue Holdinggesellschaft, Wheal Crofty Holdings Ltd, mit dem gleichen Eigentumsverhältnis übertragen. 1984 erwarb RTZ die 60-%-Beteiligung von Charter und South Crofty wurde Teil von Carnon Consolidated Ltd.
Im Oktober 1985 fiel der Zinnpreis auf den Weltmärkten nach dem Zusammenbruch des internationalen Zinnabkommens dramatisch. Aufgrund von Rationalisierungsmaßnahmen wurde die Pendarves-Mine, deren Erz in der Aufbereitung von South Crofty verarbeitet wurde, geschlossen. Mit abnehmender Erzversorgung wurde diese Aufbereitungsanlage schrittweise geschlossen und ab 1988 wurde das gesamte Erz zur Verarbeitung zur Wheal Jane Mine transportiert.
Neben einem Personalabbau wurden die Minen rationalisiert und ein Modernisierungsprogramm, das von RTZ vor dem Preisverfall gestartet wurde, verstärkt. Möglich wurde dies durch die Zusammenarbeit und finanzielle Unterstützung des Department of Trade and Industry in Form von Darlehen zur Kapitalverbesserung. Der Großteil dieses Kapitals wurde in die South Crofty Mine gesteckt. Darüber hinaus gewährte RTZ ein Darlehen zur Finanzierung der Betriebsverluste.
Carnon kam im Juni 1988 in Privatbesitz, als das Geschäft und die Vermögenswerte der Gruppe durch ein Management-Buy-out von RTZ gekauft wurden.
Im Februar 1991 stellte das Department of Trade and Industry die Unterstützung von Kapitalprojekten ein. Das Unternehmen reduzierte die Arbeitskosten erheblich, was zusammen mit einem geringfügigen Anstieg des Zinnpreises dazu führte, dass die Mine mit geringem Verlust weiter betrieben werden konnte. Die Verluste wurden durch den Verkauf von überschüssigem Land und überflüssigen Vermögenswerten finanziert. Die Mine produzierte 1993 etwa 1900 Tonnen Zinnkonzentrat, das an eine Hütte in Malaysia geliefert wurde.
1994 wurde South Crofty von Crew Natural Resources of Canada gekauft. Zu diesem Zeitpunkt reichten die Reserven für mindestens zehn Jahre.
Nach einigen weiteren Jahren mit niedrigen Zinnpreisen gab South Crofty Ltd. im August 1997 bekannt, dass die Schließung unmittelbar bevorstehe. Nach weiteren Versuchen, die Mine offen zu halten, wurde die Schließung bis März 1998 abgeschlossen.

### 21. Jahrhundert
Der Beginn des 21. Jahrhunderts war geprägt von einem Streit um die weitere Nutzung der Mine nach ihrer Schließung im Jahr 1998. Wechselnde Eigentümer und deren Vertreter traten für die Wiedereröffnung des Bergbaubetriebs ein. Limitierende Faktoren in ihrer Kalkulation waren die schwankenden Rohstoffpreise innerhalb einer globalisierten Wirtschaft und die geänderten Auflagen durch den Kulturgüter- und Umweltschutz. Den Bestrebungen nach Wiedereröffnung des Betriebes standen Pläne der örtlichen Behörden und der regionalen Raumplanung gegenüber, das Bergwerk im Rahmen von touristischen Zielen und Freizeiteinrichtungen zu erschließen und die Grundstücke für Wohnbauzwecke zu nutzen. Im Jahr 2006 wurden die alten Minen als Bergbaulandschaft von Cornwall und West Devon von der UNESCO ins Verzeichnis des kulturellen Welterbes aufgenommen, was verschiedene Nutzungen ausschließt. Nicht zuletzt durch rechtliche Schritte wurde bis zum Jahr 2020 geklärt, dass eine Wiederaufnahme des Bergbaubetriebs und die Gewinnung der Bodenschätze unter Einhaltung von Umweltauflagen und ohne Beeinträchtigung des Status der Landschaft als Weltkulturerbe möglich ist. Vorbereitende Maßnahmen wurden durchgeführt.

#### Chronologie bis 2020
Im März 2001 kaufte eine neu gegründete Firma namens Baseresult Holdings Ltd. die Mine mit dem Ziel, sie wieder zu eröffnen. Im selben Jahr begann das Unternehmen mit der Renovierung des Abschnitts New Cooks Kitchen der Mine. Bis 2003 wurden untertage Renovierungsarbeiten durchgeführt. Die Renovierung des Bereichs New Cooks Kitchen wurde im Oktober 2003 abgeschlossen und der Öffentlichkeit für Führungen zugänglich gemacht.
Im Jahr 2006 wurden Geräte aus der Aufbereitungsanlage der geschlossenen Wheal Jane Mine gekauft, um sie in einer neuen Aufbereitungsanlage zu verwenden.
Die lokale Unterstützung für die Mine war unterschiedlich, obwohl am 8. Juli 2006 fast 2000 Menschen an einem Tag der offenen Tür zur Unterstützung der Mine teilnahmen. Andere, darunter der Gemeinderat und ehemalige Bergmann Mark Kaczmarek, waren jedoch der Ansicht, dass es an der Zeit sei, das Gelände neu zu entwickeln. CPR Regeneration, eine Regionalentwicklungsagentur für Camborne, Pool und Redruth, die 2001 gegründet worden war, lehnte die Wiedereröffnung der Mine aktiv ab. CPR wollte den Standort South Crofty zunächst als Freizeitzentrum, später als Wohn- und Gewerbegebiet entwickeln.
Nach mehreren Überprüfungen wurde im September 2006 schließlich die Genehmigung für den Abbau erteilt. Einen Monat später gab CPR Regeneration bekannt, dass sie eine Enteignung beantragen würde und stellte einen neuen Regenerationsplan für das Areal vor. Bis März 2012 hatte CPR jedoch die betriebliche Tätigkeit eingestellt.
Im November 2007 wurde eine neue Firma namens Western United Mines Limited gegründet, um die Mine zu betreiben. Der Vorbesitzer der Mine, Baseresult Holdings Ltd. war neben einem anderen Unternehmen Mehrheitsaktionär des neuen Unternehmens. Zu diesem Zeitpunkt beschäftigte die Mine 26 Mitarbeiter, und die Gesamtinvestition für die Wiedereröffnung sollte bis Juni 2008 9 Mio. Pfund erreichen. Die Wiedereröffnung wurde für Ende 2009 nach weiteren Investitionen von 50 Mio. Pfund erwartet. Die Eigentümer gaben an, dass sie das „Potenzial für einen Betrieb von achtzig Jahren“ habe.
Am 28. November 2007 fochten die Eigentümer der Mine den vom Kerrier District Council entwickelte Raumplanung für das Gebiet um die Übertageanlagen erfolgreich an.
Der Zinnpreis stieg von unter 4.000 USD / Tonne im Jahr 2002 auf über 17.000 USD / Tonne im März 2010 und die Wirtschaftlichkeit der South Crofty-Mine mit Reserven von mindestens 50.000 Tonnen Zinn (1994) hatte sich erheblich verbessert.
Im Mai 2011 schloss ein kanadisches Unternehmen, Celeste Copper Corporation, eine Vereinbarung zum Erwerb von 25 % bis zu 100 % der Anteile an den Liegenschaften und Vermögenswerten der Mine ab.
Bis 2012 erstreckte sich das von South Crofty abgedeckte Gebiet über die Standorte von 34 ehemaligen Minen, und die Celeste Copper Corporation schätzte, dass sich in der Mine etwa 7,95 Millionen Tonnen Zinn im Wert von 1,5 Mrd. GBP befanden (2,4 Milliarden US-Dollar). Das Unternehmen sagte, es plane, 2013 mit dem Abpumpen des Wassers aus dem gefluteten Bergwerk zu beginnen.
Im November 2012 forderte die UNESCO jedoch die Einstellung der Arbeiten zur Wiedereröffnung der Mine, bis „eine Bewertung der Auswirkungen des Projekts vorgenommen wurde“, da sie vor der Erteilung der Baugenehmigung im Jahr 2011 nicht konsultiert worden war. South Crofty befindet sich in der Bergbaulandschaft von Cornwall und West Devon, die 2006 von der UNESCO zum Weltkulturerbe erklärt worden war.
Im Juni 2013 wurde der Standort South Crofty unter Insolvenzverwaltung gestellt.
In den Jahren 2013/14 wurden die Aufbereitung und mehrere andere Gebäude am Gelände abgerissen.
Im Oktober 2015 brachte eine lokale Zeitung erneut die Idee auf, dass die Mine wiedereröffnet werden könnte.
Im März 2016 wurde bekannt, dass das kanadische Unternehmen Strongbow Exploration von der Verwaltung eine 100%ige Beteiligung am South Crofty Tin Project und den damit verbundenen Mineralrechten in Cornwall erworben hatte.
Nach erfolgreichen Wasseraufbereitungsversuchen gab Strongbow im Oktober 2017 bekannt, dass die britische Umweltbehörde eine Entwässerungsgenehmigung erteilt hatte, mit der bis zu 25.000 Kubikmeter gereinigtes Wasser pro Tag in den Red River eingeleitet werden können. Die Erteilung dieser Genehmigung bedeutet, dass South Crofty uneingeschränkt auf eine Produktionsentscheidung hinarbeiten darf. Anfang 2018 wurden die Mittel für den Bau einer Wasseraufbereitungsanlage bereitgestellt, deren Arbeiten im Frühjahr begonnen wurden. Testbohrungen wurden ab Juni 2020 durchgeführt.
Im Juli 2020 gab Strongbow bekannt, sich in Cornish Metals umzubenennen.